# 异萼柿
异萼柿（学名：Diospyros anisocalyx）为柿科柿属下的一个种。

## 扩展阅读
- 維基物種上的相關：异萼柿